# 866
866 (DCCCLXVI) var ett normalår som började en tisdag i den julianska kalendern.

## Händelser

### Okänt datum
- En stor vikingflotta anfaller Northumbria vid Englands östkust. Området har sedan 729 varit drabbat av ett inbördeskrig som upphör när vikingarna tar makten i landet. I stället drabbas dock invånarna av vikingarnas härjningar.
- Ruserna anfaller Konstantinopel med Askold och Dir som anförare.

## Födda
- 15 augusti – Robert I, kung av Västfrankiska riket 922–923 (född detta år, 860 eller 865)

## Avlidna
- al-Kindi, muslimsk filosof.